# 5390 Huichiming
5390 Huichiming este o planetă minoră (asteroid), cu un diametru de 3,446 km, din centura de asteroizi. A fost descoperită pe 19 decembrie 1981 la Observatorul de pe Muntele Purpuriu⁠(d) de Observatorul de pe Muntele Purpuriu⁠(d). 
Obiectul prezintă o orbită caracterizată de o semiaxă mare de 1,9390136 UAi, o excentricitate de 0,08, o înclinație de 23,81716 ° în raport cu ecliptica.